# Thomas Jonathan Jackson
Thomas Jonathan Jackson, zvan Stonewall (Kameni Zid), (Clarksburg, 21. siječnja 1824. – Guinea Station, 10. svibnja 1863.), američki general Konfederacije u vrijeme Američkog građanskog rata.

## Životopis
I otac i majka su mu umrli dok je bio dijete pa su ga odgajali rođaci sa slabim materijalnim sredstvima. 1842. primljen je na najčuveniju američku Vojnu akademiju West Point. Diplomirao je 1846. kao 17. u klasi, i postao poručnik u topništvu američke vojske. Služio je u Američko-meksičkom ratu, a nakon završetka rata bio u okupacijskom snagama u Meksiku. Godine 1852. napustio je vojsku i postao predavač taktike u topništvu i prirodne filozofije na Virginijskom vojnom institutu.
Kao predavač imao je nadimak Deacon Jackson (Đakon Jackson).
Po izbijanju Američkog građanskog rata, 1861., Jackson je ponovo ušao u aktivnu službu kao pukovnik, ovaj put u vojsci Konfederacije, u Virginiji. Jackson je zapovijedao brigadom pod vrhovnim zapovjedništvom Josepha Johnstona. Jackson se proslavio u prvoj bitci kod Bull Runa, 21. srpnja 1861. godine. Tu je dobio i nadimak Stonewall (Kameni zid). Jackson je sa svojim odredom odigrao ključnu ulogu u zaustavljanju prodora brojčano jačih snaga Unije. Svoje snage je rasporedio u jaku i neprobojnu liniju da su protivnici zaključili da su kao Stonewall (Kameni zid). Jackson je ubrzo unaprijeđen u zapovjednika divizije.
U svibnju 1862. Jackson je dobio samostalno zapovjedništvo u dolini Shenandoah. Sredinom lipnja pozvan je u Richmond u Virginiji gdje su Sjevernjaci napredovali pod generalom Georgeom McClellanom. Jackson je udružio snage s Robertom Edwardom Leejem u nizu bitaka poznatih kao Sedmodnevna bitka, 25. lipnja - 1. srpnja 1862. Jackson se tu ponovno istaknuo gerilskim prepadima i brzim pokretima jedinica što je dovelo do povlačenja Sjevernjaka.
Jackson je unaprijeđen u zapovjednika korpusa, pod izravnim zapovjedništvom Leeja. U drugoj bitci kod Bull Runa, 29. – 30. kolovoza 1862., Jackson je zaobišao desno krilo Sjevernjaka i savršeno koordinirao napad zajedno s Leejem. To je dovelo do nove pobjede. Zatim je Lee odlučio poduzeti invaziju na sjever. Jackson je zauzeo Harpers Ferry, 15. rujna 1862. i požurio da se pridruži Leeju. Lee je ipak odbijen u bitci kod Antietama, 17. rujna 1862. Lee je zatim naredio povlačenje nazad preko rijeke Potomac.
Jackson se ponovno istaknuo, sada već kao general, u pobjedi Juga u bitci kod Fredericksburga, 13. prosinca 1862. Tu je zapovjedao desnim krilom. Bitka kod Chancellorsvillea, 1. – 5. svibnja 1863., bila je u gustoj šumi sa slabom vidljivošću. Lee je pred Sjevernjake stavio tek oko 10,000 vojnika dok je glavni dio vojske pod Jacksonom zaobišao Sjevernjake na desnom krilu. Jacksonov manevar i pobjeda su bili potpuni.
Nakon kraja bitke Jacksona i njegove najbliže suradnike su njegovi vlastiti vojnici po mraku greškom zamijenili za neprijatelja. Počeli su pucati po njima i Jackson je pogođen s tri metka. Lijeva ruka mu je uspješno amputirana, ali je ipak umro od pneumonije 
(upala pluća) tjedan dana poslije. 
Jackson se smatra jednom od najvećih osobnosti Američkog građanskog rata. Bio je vrlo religiozan i dekan Prezbiterijanske crkve. Nije se volio boriti u nedjelju iako je po potrebi to i činio. Veoma je volio svoju suprugu, što se vidi i po pismima punima romantike i nježnosti. Nije puno držao do vojnih parada i lijepih uniformi ali je mnogo držao do vojne discipline.  
U zapovjedanju je bio tajanstven a planove napada je držao u tajnosti do zadnjeg trenutka čak i od svojih najbližih časnika.

## U popularnoj kulturi
- Jackson se pojavljuje u romanu Bogovi i generali i istoimenom filmu gdje ga glumi Stephen Lang.

- U američkim stripovima koje objavljuje DC Comics, vojnik koji je Jacksonu prouzročio fatalnu ranu bio je poručnik Jonah Hex.

- U seriji romana Southern Victory Harryja Turtledovea, Konfederacija dobije rat 1862. i Jackson preživi. Kasnije vodi vojsku Konfederacije u još jedan rat sa Sjedinjenim Državama (1881. – 1882.) koji Konfederacija također dobije.
- U epizodi Looney Tunesa Southern Fried Rabbit, Zekoslav Mrkva se preruši kao južnjački general Brickwall (Cigleni zid) Jackson.
- U talijanskom western stripu Tex Willer pojavljuje se fiktivni južnjački general Jackson koji u godinama nakon građanskog rata pokušava ponovno pokrenuti pobunu diljem južnih država SAD-a.